# Santa Cruz del Monte (Estado de Mexico)
Santa Cruz del Monte es un poblado ubicado en el municipio de Teoloyucan en el norte del Estado de México.Su celebración es el 3 de Mayo "Dia de la Santa Cruz".   

## Límites
Colinda al norte con el pueblo de San Miguel Jagüeyes, al sur con Tepotzotlán, al este con Coyotepec y al oeste con la Sierra de Tepotzotlán.

## Población
Es una de las localidades más pobladas del municipio con 6109 solo por detrás de la cabecera el pueblo de Teoloyucan, según el censo de 2010       

## Patrono
El Santo patrón de este pueblo es la Santa Cruz